# Spurio Postumio Albino Caudino
Spurio Postumio Albino Caudino (in latino: Spurius Postumius Albinus; fl. IV secolo a.C.) è stato un politico romano.

## Biografia
Fu eletto console nel 334 a.C. con Tiberio Veturio Calvino. Inviati per combattere i Sidicini, non portarono a termine la campagna militare, per il timore che i Sanniti stessero per prendere le armi contro i romani.
Fu eletto console nel 321 a.C. con Tiberio Veturio Calvino, entrambi al secondo consolato. I due consoli condussero l'esercito romano, in territorio sannita, fino all'imboscata presso Caudio, passata alla storia come la battaglia delle Forche Caudine. I Romani vennero attirati da finti pastori verso un passo che i Sanniti avevano fortificato, e si trovarono in una situazione di difficoltà. I consoli decisero allora di trattare con i Sanniti per uscire dalla situazione di stallo così creatasi, ma il comandante degli avversari obbligò i Romani a passare nudi sotto un giogo di lance per aver salva la vita.
Eletti i due nuovi consoli, Lucio Papirio Cursore e Quinto Publilio Filone, il Senato prese a discutere delle condizioni di pace accettata dai consoli Romani, Tiberio Veturio e Spurio Postumio, alle Forche caudine. Fu lo stesso Spurio a parlare perché le condizioni fossero rigettate, e che lui e Tiberio fossero consegnati ai Sanniti. Condotti nei pressi di Caudio per essere consegnati ai Sanniti, furono rimandati indietro liberi da Gaio Ponzio.